# Tu m'appartiens (film, 1935)
Pour les articles homonymes, voir Tu m'appartiens et Escape Me Never.
Pour plus de détails, voir Fiche technique et Distribution.
Tu m'appartiens (Escape Me Never) est un film britannique de Paul Czinner, adapté de l'œuvre de Margaret Kennedy et sorti en 1935.

## Synopsis
Un homme marié, qui est un compositeur de musique, a une brève liaison adultère avec une héritière, qui se trouve être fiancée à son propre frère.

## Fiche technique
- Titre original : Escape Me Never
- Titre français : Tu m'appartiens
- Réalisation : Paul Czinner
- Scénario : Margaret Kennedy, Robert Cullen, Carl Zuckermann
- Musique : William Walton
- Direction artistique : C. Wilfred Arnold
- Costumes : Joe Strassner
- Photographie : Sepp Allgeier, Georges Périnal, Freddie Young
- Son : C.C. Stevens
- Montage : David Lean, assisté de Frederick Wilson
- Production : Herbert Wilcox
- Sociétés de production : Herbert Wilcox Productions, British & Dominions Film Corporation
- Pays de production :  Royaume-Uni
- Langue : anglais
- Format : Noir et blanc - 35 mm - 1,37:1 - son mono
- Genre : drame
- Durée : 95 minutes
- Dates de sortie :
  - Royaume-Uni : 1er avril 1935 (Londres) ; 1er avril 1935 (sortie nationale)
  - France : 6 septembre 1935

## Distribution
- Elisabeth Bergner : Gemma Jones
- Hugh Sinclair : Sebastian Sanger
- Griffith Jones : Caryl Sanger
- Penelope Dudley-Ward : Fenella McClean
- Irene Vanbrugh : Lady Helen McClean
- Leon Quartermaine : Sir Ivor McClean
- Lyn Harding : Herr Heinrich
- Rosalinde Fuller : Teremtcherva

## Distinctions

### Récompenses
- Mostra de Venise 1935 : coupe « de supervision du tourisme » pour Paul Czinner
- Picturegoer Awards 1936 : Médaille d'or de la meilleure actrice pour Elisabeth Bergner

### Nominations
- Mostra de Venise 1935 : coupe Mussolini du meilleur film étranger pour Paul Czinner
- Oscars du cinéma 1936  : Meilleure actrice pour Elisabeth Bergner

## Autour du film
- Il s'agit de la première adaptation de la pièce-homonyme de Margaret Kennedy créée en 1934, elle-même adaptée de son roman The Fool of the Family (1930), avant Tu ne m'échapperas pas de Peter Godfrey et LeRoy Prinz, sorti en 1947.